# 羊坪镇
羊坪镇，是中华人民共和国贵州省黔东南苗族侗族自治州镇远县下辖的一个乡镇级行政单位。

## 行政区划
羊坪镇下辖以下地区：
羊坪社区、羊坪村、一碗水村、响水村、龙塘村、上寨村、石宝塘村、竹坪村、朱砂村、黄连村和兴隆村。